# Bradysia incidera
Bradysia incidera är en tvåvingeart som beskrevs av Werner Mohrig 2003. Bradysia incidera ingår i släktet Bradysia och familjen sorgmyggor.
Artens utbredningsområde är Costa Rica. Inga underarter finns listade i Catalogue of Life.